# Norman Foster Ramsey
Norman Foster Ramsey (n. 27 august 1915, Washington, D.C., District of Columbia, SUA – d. 4 noiembrie 2011, Wayland⁠(d), Massachusetts, SUA) a fost un fizician american, unul din oamenii importanți ai Proiectului Manhattan și ulterior laureat al Premiului Nobel pentru Fizică în 1989 pentru inventarea metodei câmpurilor oscilatoare separate și utilizarea acesteia în maserii cu hidrogen și în alte ceasuri atomice.
Ramsey a împărțit premiul Nobel, cu care a fost recompensat, cu alți doi savanți, germanii Wolfgang Paul și Hans Dehmelt.